# Presencio
Presencio ist eine nordspanische Landgemeinde (municipio) mit 207 Einwohnern (Stand: 2024) im Süden der Provinz Burgos in der Autonomen Gemeinschaft Kastilien-León. 

## Lage und Klima
Presencio liegt am Río Cogollos in der kastilischen Hochebene (meseta) gut 30 km südwestlich der Provinzhauptstadt Burgos in einer Höhe von ca. 815 m. Das Klima ist gemäßigt bis warm; Regen (ca. 549 mm/Jahr) fällt übers Jahr verteilt.

## Bevölkerungsentwicklung
| Jahr      | 1970 | 1981 | 1991 | 2001 | 2011 | 2021 |
| Einwohner | 474  | 322  | 331  | 268  | 191  | 190  |

## Sehenswürdigkeiten

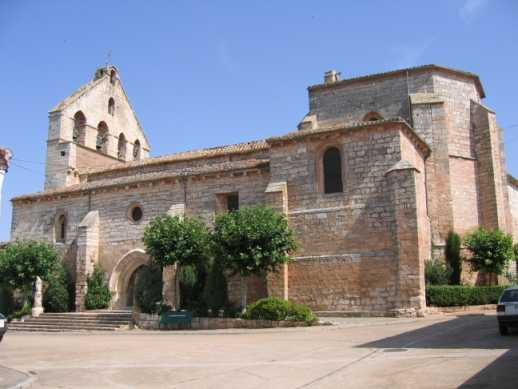
Andreaskirche
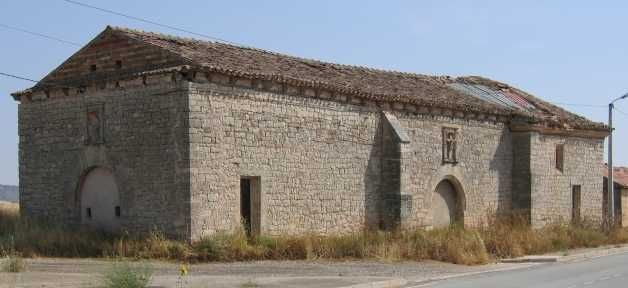
Einsiedelei von Veracruz
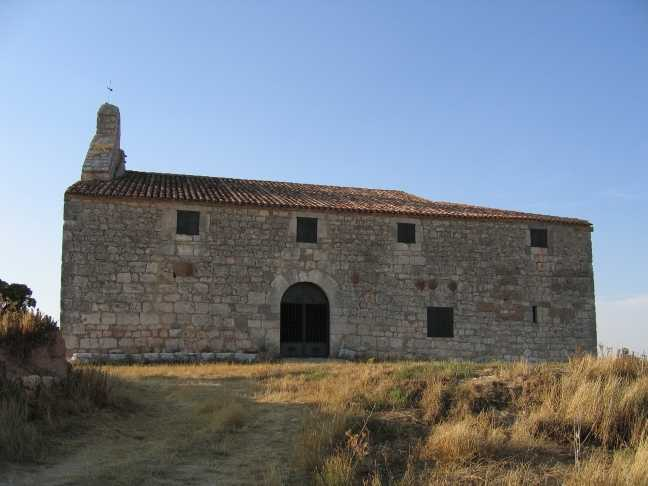
Einsiedlerhöhle von Villacisla
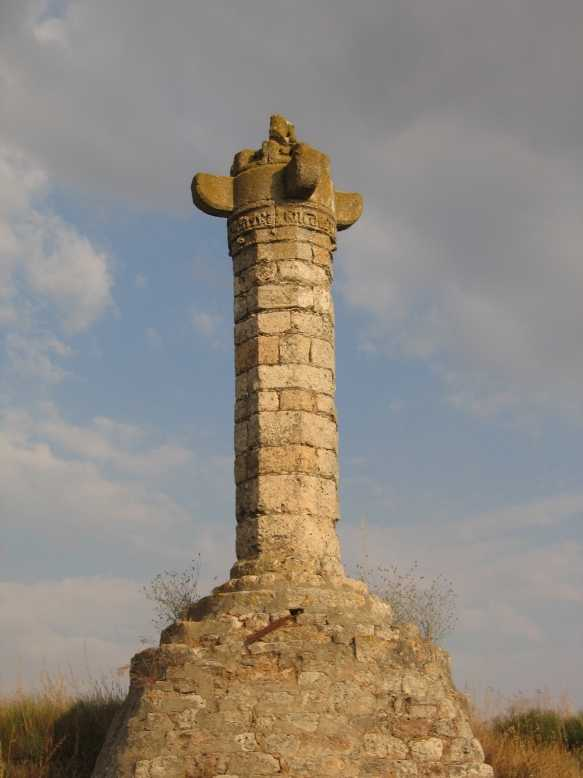
Kreuzstele

- Reste der alten Ortsbefestigung
- Kreuzstele im Ortskern

- Andreaskirche
- Einsiedelei von Veracruz
- Einsiedelei von Villacisla
- Kreuzstele